# 桑山氏
桑山氏（くわやまし）は、武家だった日本の氏族。

## 出自
庶流の桑山嘏彦の系譜によると、藤原秀郷の子孫である結城朝光の4代孫・結城宗広の三男である桑山親治が尾張国海東郡桑山庄を領したことに始まる。

## 中世
桑山親治の3代孫の桑山貞久の時、正平7年（1352年）に征夷大将軍・足利尊氏から本領を安堵され、以来同地を領する。

## 近世
貞久から8代目の桑山重晴の時に豊臣秀吉・豊臣秀長に仕え、但馬国竹田に1万石を与えられる。その後和歌山城代をつとめて2万石を加増、さらに和泉国谷川に1万石を加増され、4万石の所領を領する。重晴の隠居後は次男の元晴に1万石、嫡孫の一晴に2万石を分知する。関ヶ原の戦いでは東軍に属して本領を安堵される。
重晴の所領である谷川藩は後に孫の清晴が家督を継ぐが、慶長14年（1609年）に幕府から勘気を被って蟄居を命じられ改易された。谷川藩は廃藩となり、所領は清晴の父元晴の所領に編入された。
重晴の嫡孫の一晴は、関ケ原の戦い後に大和新庄藩を立藩した。その後一直、一玄と続くが、4代藩主一尹の時に改易された。
重晴の次男の元晴は、父から1万石を分け与えられ、関ヶ原の戦い後に御所藩を立藩した。その後、改易となった清晴の所領も継いで2万6000石となる。元和6年（1620年）に元晴が死去したのちは次男の貞晴が家督を継ぐが、嗣子の無いまま寛永6年（1629年）に死去する。貞晴は弟の栄晴を末期養子として継がせようとするが、認められず改易となった。
大名としての桑山氏は断絶したが、元晴の系譜や他の庶流が旗本として存続した。